# Slovenija ima talent
Slovenija ima talent je slovenska televizijska oddaja, posneta po licenci oddaje Got Talent, ki se je predvajala že v več kot 30 državah sveta. Producira in predvaja jo POP TV. Prva sezona je potekala od 21. marca do 6. junija 2010, oddaja pa je postala najbolj gledana oddaja desetletja na slovenskih televizijah. Vse avdicijske oddaje so posnete vnaprej, polfinala in finale pa potekajo v živo. Podjetje Pro Plus, ki ustvarja vodilna komercialna programa POP TV in Kanal A, je najprej odkupilo licenco šova samo za štiri sezone.

## Opis šova
Ustvarjalci oddaje iščejo najboljše talente v kateremkoli žanru ali spretnosti. To je lahko petje, ples, žongliranje, požiranje ognja, igranje na citre, jodlanje, dresiranje psov, trebušni ples, hoja po vrvi, štrikanje ali karkoli drugega. Pred izborom, ki potekajo po večjih slovenskih mestih, sledijo avdicije pred žirijo v Ljubljanski Drami (1. in 2. sezona) ali operi (od 3. do 7. sezone) ali v studiu Pop tv (8. in 9. sezona). Po avdicijah odberejo 50 (30) najboljših tekmovalcev. Ti so uvrščeni v 5 polfinalnih oddaj. V polfinalnih in finalni oddaji gledalci preko telefonov glasujejo za svojega favorita. Prvi po številu glasov je takoj uvrščen v veliki finale, med drugo- in tretje-uvrščenim pa odloča žirija. Če se žirija soglasno ne more odločiti (2-2), potem popolnoma odločajo glasovi gledalcev. V velikem finalu tako nastopa 10 najboljših kandidatov, ki se borijo za glavno nagrado.

## Oblika

### Predizbori
Predizobri potekajo v večjih slovenskih mestih pred strokovno komisijo, ki ni enaka žiriji.

### Avdicije
Avdicije potekajo pred sodniki in občinstvom v živo v Ljubljanski Drami (1. in 2. sezona) in od tretje sezone v Operi ali studiu POP TV. Žirant lahko kadarkoli kandidata prekine s pritiskom na rdeči gumb, kar pomeni, da mu nastop ni všeč. Ko vsi štirje pritisnejo na rdeči gumb, mora nastopajoči nastop prekiniti. Žirija se po nastopu odloči, ali bo nastopajoči šel naprej ali ne, kar pa ne pomeni nujno, da gre v polfinale. Od četrte sezone lahko vsak žirant pritisne zlati gumb in s tem omogoči tekmovalcu, da se neposredno uvrsti v polfinale, pravico da tega imata tudi voditelja. Zlati gumb lahko posamezni žirant oz. voditelja pritisneta samo enkrat v sezoni. 
Žiranti v zadnji avdicijski oddaji izberejo najboljših 50 oziroma od tretje sezone 30 polfinalistov. Od druge sezone dalje se žiranti o polfinalistih odločajo v posebni oddaji po avdicijah.

### Polfinalne oddaje
Polfinalne oddaje potekajo v studiu POP TV. V vsaki se 10 polfinalistov (od tretje sezone 6 polfinalistov (v 5. in 9. sezoni samo 5)) bori za dve mesti v finalu. Žirija v polfinalu in finalu še vedno lahko prekine nastop, če jim ni všeč. Pred oddajo in po nastopih gledalci glasujejo za svojega favorita. Voditelja na koncu povesta, kdo je zmagal – ta se neposredno uvrsti v finale – in kdo je po glasovih na drugem in na tretjem mestu. Drugega finalista izbere žirija tako, da se odloči med drugim in tretjim. 
Od tretje sezone so pred finalom predvajali oddajo o zakulisju polfinalih, v 9. sezoni pa podrobno predstavitev finalistov.

### Finale
V finalu se 10 finalistov pomeri za glavno nagrado. Pred oddajo in po nastopih gledalci glasujejo za svojega favorita. Voditelja na koncu povesta, katera dva finalista imata največ glasov in potem še kdo je zmagal. Finale je prvo sezono potekal v Hali Tivoli, drugo sezono pa Areni Stožice. Od tretje sezone se finale odvija v studiu POP TV.

## Zmagovalci
| Sezona | Ime             | Starost    | Opis                   | Nagrada  |
| ------ | --------------- | ---------- | ---------------------- | -------- |
| 1.     | Lina Kuduzović  | 7 let      | petje                  | 50.000 € |
| 2.     | Julija Kramar   | 35 let     | petje                  | 50.000 € |
| 3.     | Alja Krušič     | 16 let     | petje                  | 50.000 € |
| 4.     | Jana Šušteršič  | 29 let     | petje                  | 50.000 € |
| 5.     | Jernej Kozan    | 22 let     | ples                   | 50.000 € |
| 6.     | WildArt         | 14 let     | godalni duo            | 50.000 € |
| 7.     | Tjaša Dobravec  | 23 let     | ples ob drogu          | 50.000 € |
| 8.     | Tajda Korče     | 15 let     | gimnastika             | 50.000 € |
| 9.     | Domen Kljun     | 25 let     | petje                  | 50.000 € |
| 10.    | Edvard in Frida | 8 in 7 let | pomnjenje in računanje | 50.000 € |

## Voditelji
Vsako sezono sta oddaje vodila dva voditelja.
| Voditelj      | 1. sezona | 2. sezona | 3. sezona | 4. sezona | 5. sezona | 6. sezona | 7. sezona | 8. sezona | 9. sezona | 10. sezona |
| ------------- | --------- | --------- | --------- | --------- | --------- | --------- | --------- | --------- | --------- | ---------- |
| Peter Poles   |           |           |           |           |           |           |           |           |           |            |
| Vid Valič     |           |           |           |           |           |           |           |           |           |            |
| Matej Puc     |           |           |           |           |           |           |           |           |           |            |
| Jože Robežnik |           |           |           |           |           |           |           |           |           |            |
| Domen Valič   |           |           |           |           |           |           |           |           |           |            |
| Sašo Stare    |           |           |           |           |           |           |           |           |           |            |

## Žirija
Žirijo vsake sezone so sestavljali trije, od 5. sezone pa štirje žiranti.
| Žirant            | Sezona | Sezona | Sezona | Sezona | Sezona | Sezona | Sezona | Sezona | Sezona | Sezona | Opis                                                                                          |
| Žirant            | 1.     | 2.     | 3.     | 4.     | 5.     | 6.     | 7.     | 8.     | 9.     | 10.    | Opis                                                                                          |
| ----------------- | ------ | ------ | ------ | ------ | ------ | ------ | ------ | ------ | ------ | ------ | --------------------------------------------------------------------------------------------- |
| Brane Kastelic    |        |        |        |        |        |        |        |        |        |        | dolgoletni dopisnik POP TV iz Londona, pisatelj, kolumnist, poznavalec estrade                |
| Lucienne Lončina  |        |        |        |        |        |        |        |        |        |        | pianistka in vokalistka                                                                       |
| Branko Čakarmiš   |        |        |        |        |        |        |        |        |        |        | programski direktor Pro Plus, poznavalec medijskega sveta                                     |
| Damjan Damjanovič |        |        |        |        |        |        |        |        |        |        | trobentač, glasbeni skavt, mentor in zmagovalec med žiranti v pevskem šovu X Factor Slovenija |
| Ana Klašnja       |        |        |        |        |        |        |        |        |        |        | baletna solistka ansambla SNG Opera in balet Ljubljana, umetnica, športnica                   |
| Rok Golob         |        |        |        |        |        |        |        |        |        |        | slovenski skladatelj, dirigent, aranžer                                                       |
| Lado Bizovičar    |        |        |        |        |        |        |        |        |        |        | televizijski voditelj, igralec                                                                |
| Marjetka Vovk     |        |        |        |        |        |        |        |        |        |        | profesorica glasbe, pevka                                                                     |
| Andrej Škufca     |        |        |        |        |        |        |        |        |        |        | plesalec                                                                                      |

## Sezone
| Sezona | Sezona | Število oddaj | Originalno predvajanje | Originalno predvajanje | Zmagovalec                             |
| Sezona | Sezona | Število oddaj | Začetek sezone         | Konec sezone           | Zmagovalec                             |
| ------ | ------ | ------------- | ---------------------- | ---------------------- | -------------------------------------- |
|        | 1.     | 12            | 21. marec 2010         | 6. junij 2010          | Lina Kuduzović (7 let, petje)          |
|        | 2.     | 13            | 20. marca 2011         | 6. junij 2011          | Julija Kramar (35 let, petje)          |
|        | 3.     | 14            | 17. marec 2013         | 16. junij 2013         | Alja Krušič (16 let, petje)            |
|        | 4.     | 13            | 28. september 2014     | 21. december 2014      | Jana Šušteršič (29 let, petje)         |
|        | 5.     | 13            | 20. september 2015     | 13. december 2015      | Jernej Kozan (22 let, ples)            |
|        | 6.     | 13            | 25. september 2016     | 18. december 2016      | WildArt (14 let, godalni duo)          |
|        | 7.     | 13            | 30. september 2018     | 23. december 2018      | Tjaša Dobravec (23 let, ples ob drogu) |
|        | 8.     | 13            | 26. september 2021     | 19. december 2021      | Tajda Korče (15 let, gimnastika)       |
|        | 9.     | 13            | 24. september 2023     | 17. december 2023      | Domen Kljun (petje)                    |
|        | 10.    | 13            | 29. september 2024     | 22. december 2024      | Edvard in Frida                        |

## Nagrade in nominacije
| Leto | Nominacija                                                    | Nagrada Da/Ne |
| ---- | ------------------------------------------------------------- | ------------- |
| 2011 | Nominacija za strokovni viktor za najboljšo zabavno TV-oddajo | Da            |
| 2011 | Nominacija za viktor popularnosti za najboljšo TV-oddajo      | Da            |
| 2012 | Nominacija za strokovni viktor za najboljšo zabavno TV-oddajo | Ne            |
| 2014 | Nominacija za strokovni viktor za najboljšo zabavno TV-oddajo | Ne            |
| 2017 | Nominacija za žaromete za zabavna TV-oddaja leta              | Ne            |
| 2017 | Nominacija za žaromete za tekmovalna TV-oddaja leta           | Ne            |